# Demid Pjanda
Demid Sofonovitsj Pjanda (Russisch: Демид Софонович Пянда), volgens sommige bronnen Pantelej Demidovitsj Pjanda (Пантелей Демидович Пянда) en ook wel gespeld als Penda (Пенда) (? – na 1637) was een van de eerste en belangrijkste Russische ontdekkingsreizigers (zemleprochodtsy) van Siberië. 
Pjanda bevoer als eerste Rus de Beneden-Toengoeska. Volgens een eeuw na zijn dood gevonden 'legendarische bronnen' ontdekte hij ook de Lena en bevoer hij de Angara. Als deze laatste bronnen kloppen bevoer hij ruim 8000 kilometer tot dan toe onondekte rivieren, was hij degene die Jakoetië ontdekte en was hij mogelijk de eerste Rus die zowel de Jakoeten als de Boerjaten ontmoette. Ook was hij het die ontdekte dat de Boven-Toengoeska en de Angara een en dezelfde rivier zijn. Zijn verhaal wordt door meerdere historici met enige terughoudendheid beschouwd omdat er weinig bronnen over hem bekend zijn en veel gebaseerd is op mondelinge overleveringen.

## Biografie

### Naam en bronnen
Pjanda was zijn bijnaam en verwijst naar de bontkraag van een malitsa; een soort Samojedenkleding van rendierhuid. Een 'pjanda' werd gemaakt van hondenbont in verschillende kleuren en werd ter verfraaiing toegevoegd aan een malitsa.
In de eerste 30 jaar van de 17e eeuw waren er twee mannen in Jakoetië met de bijnaam Pjanda. De ene was Demid Safonov Pjanda (de zoon van Safon of Sofon) die in de bronnen in 1637 wordt genoemd. De andere was Pantelej Demidovitsj Pjanda (waarschijnlijk een zoon van de eerste), die in 1643 wordt genoemd. Waarschijnlijk was de ontdekkingsreiziger Demid Sofonovitsj Pjanda. Er zijn slechts enkele originele bronnen over Pjanda bekend en zijn daden zijn vooral bekend uit de bronnen die ongeveer 100 jaar later werden verzameld, vooral tijdens de Grote Noordelijke Expeditie in de 18e eeuw.
Historicus Gerhardt Friedrich Müller, een Duitser in de Russische dienst, vond in de Siberische archieven een stuk waaruit bkeek dat de winternederzetting Boven-Pjandino aan de bovenloop van de Beneden-Toengoeska al bestond in 1624, wat betekende dat het minstens een jaar eerder was gevestigd. De legende van Pjanda en zijn reis over de Lena en de Angara werd opgetekend door de naturalist Johann Georg Gmelin (een andere Duitser in de Russische dienst), tijdens zijn reis door de gebieden langs de Jenisej en de Lena. Müller vermeldde ook enkele legendes over Pjanda in Siberië.
Op basis van enkele Kozakkenverhalen, de bron met betrekking tot Boven-Pjandino en de vermelding van zijn naam in diverse bronnen heeft de Russische historicus Aleksej Okladnikov de reis die Pjanda zou hebben gemaakt gereconstrueerd.

### Tochten over de Jenisej en de Beneden-Toengoeska

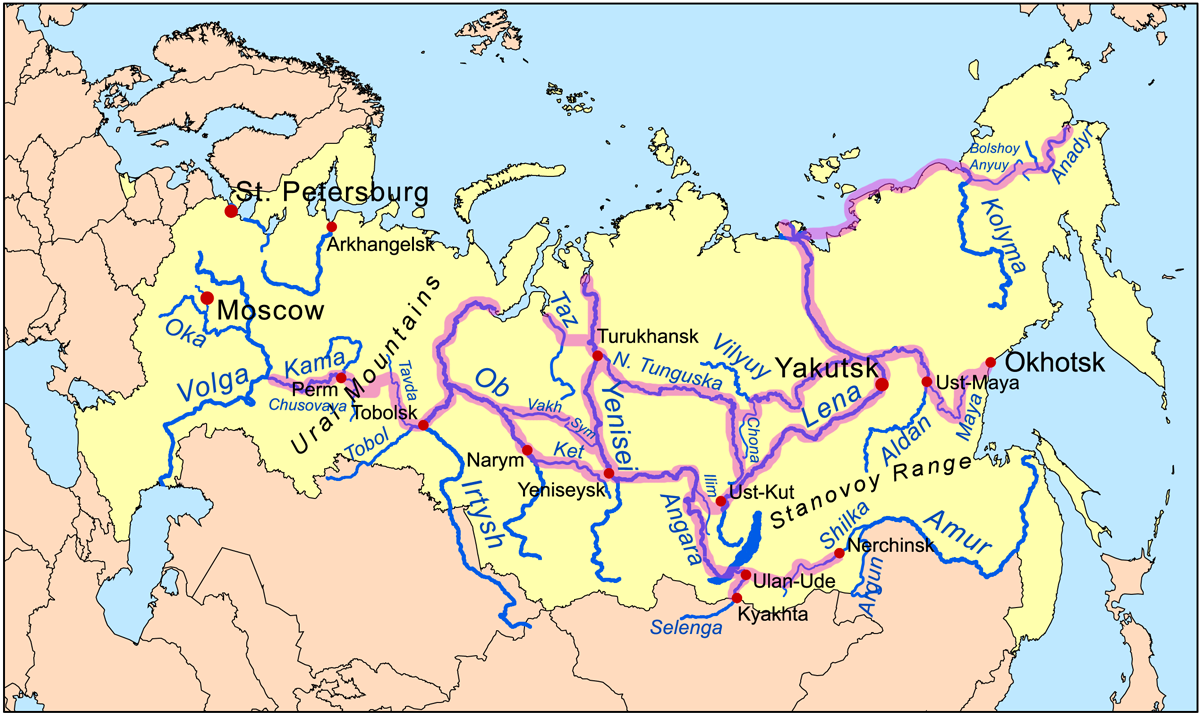
De Siberische waterwegen. Pjanda trok van Toeroechansk stroomopwaarts over de Beneden-Toengoeska naar de Lena en vervolgde zijn reis stroomafwaarts langs de Lena tot aan de latere locatie van Jakoetsk om vervolgens in stroomopwaartse richting terug te keren en dan via de Angara terug te varen naar de Jenisej.

Over zijn afkomst is niets bekend. Vermoed wordt dat hij een Pomoor was. Rond 1618 of 1619 zou Pjanda vanuit Jenisejsk naar Mangazeja zijn gekomen met wat geld en fortuin, waarvan de oorsprong onbekend is; mogelijk won hij in 1619 zilver in de bergen bij Norilsk. Hij trok vanuit Mangazeja met ongeveer 40 man goeljasjtsjië ljoedi (vrije vissers) naar Toeroechansk aan de Jenisej bij de monding van de Beneden-Toengoeska om er bont te halen. Bij het kopen van bont van de lokale 'Toengoezen' (Evenken) aldaar, hoorde hij verhalen over een grote rivier ten oosten van de Beneden-Toengoeska genaamd Eljoe-ene ofwel "grote rivier" in het Evenks. Deze naam zou door de Russen later worden hernoemd tot Lena (van de Russische meisjesnaam Jelena).
Volgens Engelse aantekeningen in Poestozersk uit 1611 en 1612 wisten Siberische Kozakken toen al van het bestaan van de Lena. Deze veelbesproken legendarische rivier met zijn overvloedige bronnen van bont was een veelbesproken onderwerp. Een ander verhaal sprak over een grote rivier in het oosten waar grote schepen met klokken en kanonnen voeren. Dit waren mogelijk Chinese schepen op de Amoer, maar de Russen waren zich er toen nog niet van bewust dat er twee verschillende grote rivieren waren ten oosten van de Jenisej. De verhalen over gewapende schepen maakten de Russische avonturiers wat voorzichtiger (en daardoor minder snel) in hun pogingen om de gebieden meer naar het oosten te ontdekken. 
Pjanda was een van de meer volhardende ontdekkingsreizigers. In 1620 werd hij aangesteld als leider van een grote en langdurige expeditie. Hij voer vanuit Toeroechansk met een groot aantal mannen verdeeld over een aantal oorlogschepen de Beneden-Toengoeska op. Hun schepen verplaatsten zich aanvankelijk snel langs de met taiga bedekte oevers van de rivier, totdat de bedding van de rivier naar het zuiden afboog en het stroomdal smaller werd. Boomstammen dreven over de rivier en verhinderden de weg. Pjanda dacht dat de Toengoezen hem probeerden te dwingen om te keren. Ofwel om buitensporige risico's te vermijden of omdat hij bont van de lokale bevolking wilde kopen, beval Pjanda zijn mannen om op dit punt te stoppen en een winternederzetting te bouwen, die later Nizjnieje Pjandino (Benenden-Pjandino) werd genoemd. Deze plek lag in het gebied waar de Beneden-Toengoeska de Viljoej nadert, een belangrijke zijrivier van de Lena. Al snel kregen de mannen inderdaad te maken met verschillende aanvallen door de Toengoezen, maar de Russen konden deze eenvoudig afweren met hun vuurwapens.
Het jaar erop voer Pjanda slechts enkele tientallen kilometers verder de rivier op om op de 62 graden noorderbreedte de winternederzetting Verchnieje Pjandino (Boven-Pjandino) te bouwen. In 1623 voer hij nog enkele honderden kilometers naar het zuiden en bleef hij opnieuw in een winternederzetting, op 58 graden noorderbreedte. Voor dit trage tempo van zijn reis worden twee mogelijke oorzaken genoemd: Of de weerstand van de Toengoezen was erg groot of hij wist juist op succesvolle wijze pelshandel met hen te drijven. 

### Tochten over de Lena en de Angara
De laatste winternederzetting van Pjanda en zijn mannen bevond zich dicht bij de zogenoemde Tsjetsjoejski volok ("overtoom van Tsjetsjoejsk"), een 20 kilometer lange overtoom tussen de Toengoeska en de bovenloop van de Lena. In 1623 droegen Pjanda en zijn mannen ofwel hun boten hierlangs naar de Lena, of ze bouwden aan de nieuwe boten aan deze grote rivier in Oost-Siberië.
Nadat het ijs op de Lena was gebarsten en de ijsgang was begonnen, volgde Pjanda het ijs en zeilde een aantal dagen langs rotsachtige oevers. Na het passeren van de monding van de rechterzijrivier de Vitim wordt de Lena steeds breder en buigt al snel af naar het oosten, waarbij ze te midden van lage oevers en talrijke eilanden stroomt. Na het passeren van de monding van de zijrivier Oljokma werden de oevers volgens het verhaal weer rotsachtig. Pjanda bereikte de landen die door de Jakoeten van Kangalassy (nabij Sottintsy, de latere oorspronkelijke plek van de stichting van Jakoetsk) werden bewoond en keerde daarop terug, waarbij hij een overwintering vermeed te midden van dit nog onbekende volk.
Pjanda keerde vervolgens terug naar de Tsjetsjoejski volok en besloot om een andere weg te verkennen onderweg terug naar de Jenisej. Hij voer Lena op totdat het te rotsachtig en te ondiep werd en reisde daarop westwaarts langs Zjigalovo door het steppengebied waar door nomadische Boerjaten woonden.
In de herfst van 1623 bereikten Pjanda en zijn mannen de bovenloop van de Angara, waar hij nog tijd had om nieuwe boten te bouwen aangezien de Angara meestal vrij laat vriest. Pjanda en zijn mannen passeerden met succes de stroomversnellingen in de Angara en bereikten uiteindelijk de monding van de rivier in de Jenisej, waarbij ze ontdekten dat de Angara dezelfde rivier is als de 'Boven-Toengoeska' (Verchnjaja Toengoeska) zoals de rivier tot dan toe was genoemd door de Kozakken uit Jenisejsk. Eind 1623 of begin 1624 bereikte Pjanda Jenisejsk om daar zijn 8000 kilometer lange reis te eindigen.
Gedacht wordt dat hij in 1626 een van de twee grote groepen jagers leidde die naar de bovenloop van de Beneden-Toengoeska trokken. De naam van Pjanda wordt ook in 1643 nog genoemd in kozakkendocumenten tijdens een bezoek aan Jakoetsk, maar over zijn verdere leven is niets bekend. 

## Ontdekking van de Lena
In 1943 schreef de Amerikaanse Raymond Henry Fisher dat de Lena al in 1620 was bereikt door mannen uit Mangazeja die door het afdalen van de Viljoej de Lena zouden hebben bereikt. Dit stemt overeen met het eerste jaar van Pjanda's reis zoals later gereconstrueerd door Aleksej Okladnikov in 1949, maar er is geen sluitend bewijs dat Pjanda of een van zijn mannen de rivier toen al bereikten. Ook lijkt het bestaan van de nederzetting Pjandino nabij de samenvloeiing van de Beneden-Toengoeska en de Lena er meer voor te pleiten dat Pjanda de Lena langs deze weg ontdekte.
Hoewel veel bronnen Pjanda (of Penda) noemen als de eerst bekende ontdekkingsreiziger van Lena, beginnen anderen het verhaal van de verkenning van de Lena pas bij de reis van Vasili Boegor tussen 1628 en 1630. Boegor was dan wel niet de eerste Rus op de Lena, maar zijn reis was de eerste waarvan betrouwbare verslagen beschikbaar zijn en tevens was hij de eerste die de Lena via de Angara en de Kirenga wist te bereiken. Tussen Pjanda's reis tussen 1620 en 1624 en Boegor's reis tussen 1628 en 1630 werden nog meer pogingen ondernomen om de Lena te bereiken door andere ontdekkingsreizigers. Zo probeerde in 1625 Grigori Semjonov de Lena te bereiken (een van zijn mannen, Matvej Parfjonov zou daarbij de rivier hebben bereikt). Ook Bazjen Kokoelin voer naar de Lena in 1626 en Martemjan Vasiljev tussen 1627 en 1628. Allen daalden ze af naar de Lena via haar zijrivier de Viljoej, in tegenstelling tot Pjanda of Boegor. In 1632 stichtte Pjotr Beketov de nederzetting Jakoetsk in Centraal-Jakoetië en kreeg de aanwezigheid van de Russen in het Lena-gebied een permanent karakter. 